# Campolieto
Campolieto är en ort och kommun i provinsen Campobasso i regionen Molise i Italien. Kommunen hade 855 invånare (2018).